# 散枝猪毛菜
散枝猪毛菜（学名：Salsola brachiata），为藜科猪毛菜属下的一个植物种。